# Akciový pivovar Libertas
Akciový pivovar Libertas je pivovar ve východní části města Úval, otevřený v roce 2019. Zdejší pivo je dodáváno do několika podniků po širokém okolí.
Plní se v nejrůznějších variantách, například do sudů, skleněných lahví či džbánků. Láhve s pivem z Libertasu jsou také dostupné na některých internetových supermarketech.

## Historie
Pivovar Libertas vznikl v úvalské ulici Škvorecká, na místě sevřeném železniční tratí Praha–Kolín a křižovatkou silnic I/12 a II/101 směr Škvorec. Stojí na místě bývalé betonárky, jejíž zbylé objekty byly v roce 2018 zdemolovány. Na konci roku, konkrétně 22. prosince byl poklepán základní kámen pivovaru. Kámen se od dokončení stavby nachází kousek vedle pivovaru samotného.
V průběhu roku 2019 probíhala výstavba pivovaru v podobě montované ocelové haly. Dne 28. září 2019 byl pivovar slavnostně otevřen pro veřejnost.
V Obchodním rejstříku je společnost zapsána už od roku 2016, ale až do 30. března 2021 měla oficiální sídlo v domě čp. 164 na náměstí Arnošta z Pardubic, tedy ve stejném objektu jako Hospoda Na Dobrým místě, která má stejného majitele. Vzhledem k tomu, že právě koncem března 2021 bylo přiděleno popisné číslo pivovaru jako takovému, došlo ke změně jeho oficiálního sídla právě tam, ačkoliv fakticky nikdy nebyl provozován na jiném místě.

## Prostředí a nabídka
V pivovaru neexistuje žádná stálá kuchyně nebo kavárna, neboť hlavním účelem podnikání je pivo. Aby však byla alespoň v menším rozsahu nabídka poskytována, bývá na pozemku pivovaru přistavena pojízdná prodejna studené kuchyně. Ke konzumaci a posezení je také možno využít přímo prostory pivovaru, ať už vnitřní, kde je část s výčepem propojena velkými skleněnými okny s varnou, tak i venkovní, sestávající z kryté zahrádky.